# NGC 3307
NGC 3307 este o galaxie lenticulară situată în constelația Hidra. A fost descoperită în 22 martie 1836 de către John Herschel.